# Distretto di Sanasomboun
Il distretto di Sanasomboun è uno dei dieci distretti (mueang) della provincia di Champasak, nel Laos.  Ha come capoluogo la città di Sanasomboun.